# Prosopocera nigropunctata
Prosopocera nigropunctata är en skalbaggsart som beskrevs av Stefan von Breuning 1965. Prosopocera nigropunctata ingår i släktet Prosopocera och familjen långhorningar. Inga underarter finns listade i Catalogue of Life.